# Wemaers-Cappel
Pour les articles homonymes, voir Wemaer.
Wemaers-Cappel (Blaeuwkappel en flamand de France, Wemaarskappel en néerlandais) est une commune française située dans le département du Nord, en région Hauts-de-France.

## Géographie

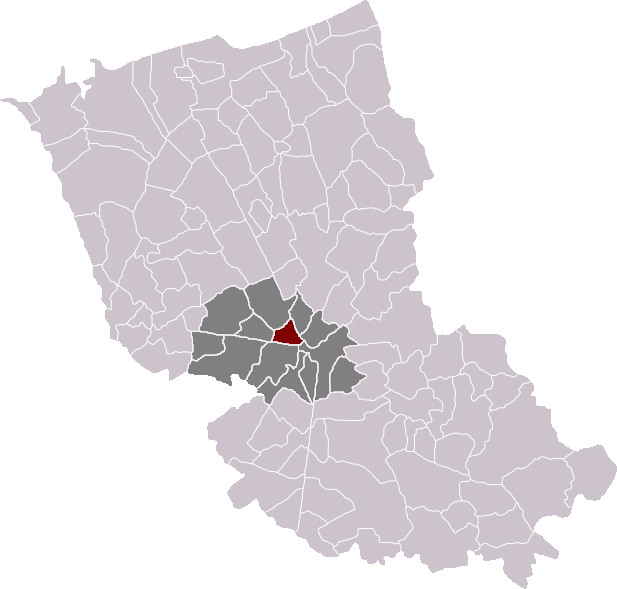
Wemaers-Cappel dans son canton et son arrondissement.

### Communes limitrophes
| Arnèke     |                | Zermezeele |
| Ochtezeele | Wemaers-Cappel | Hardifort  |
|            | Zuytpeene      | Cassel     |

### Hydrographie

#### Réseau hydrographique
La commune est située dans le bassin Artois-Picardie. Elle est drainée par la Zermezeele Becque, la Rue du Midi et la Wemaers-Cappel,,.

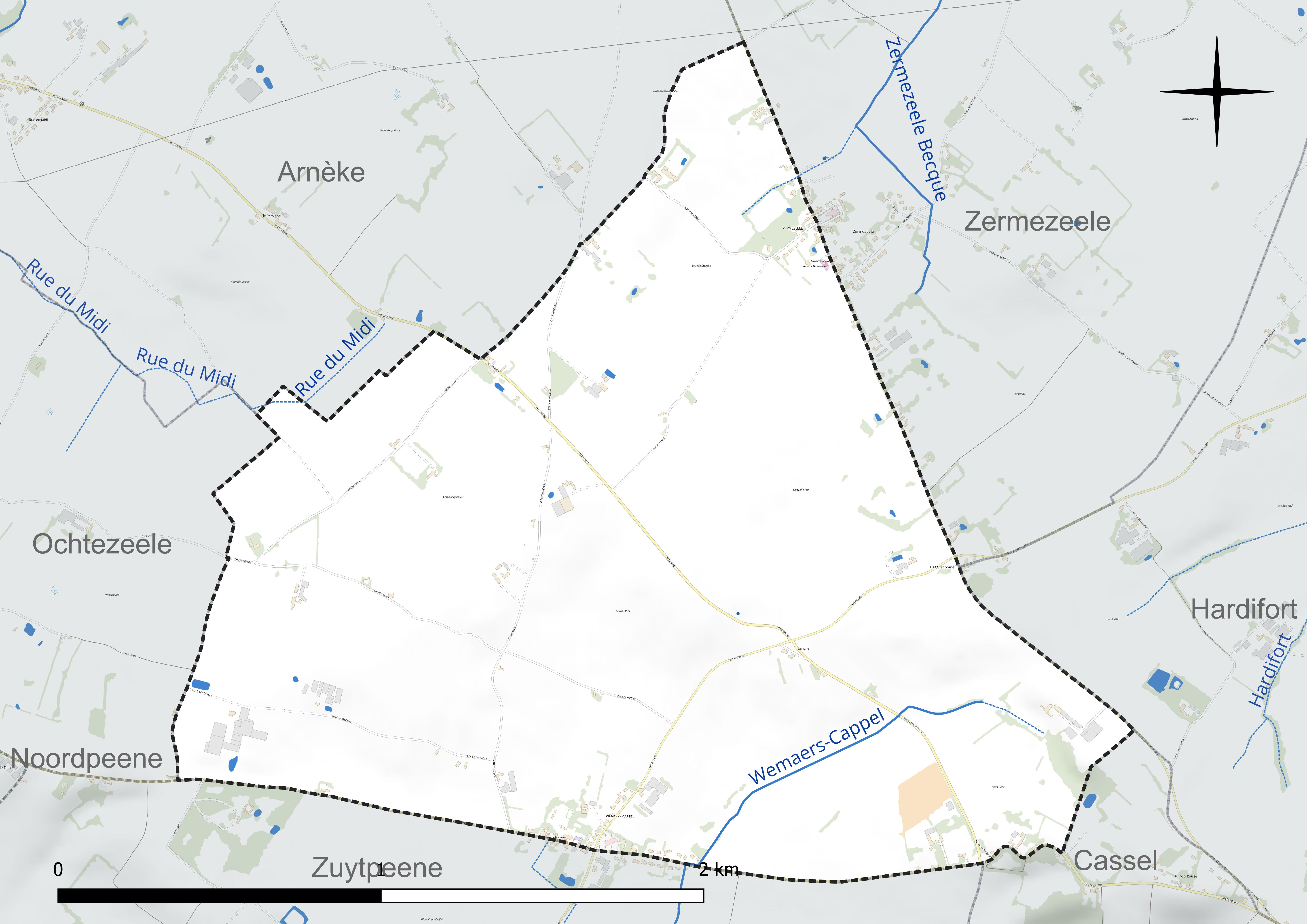
Réseau hydrographique de Wemaers-Cappel.

#### Gestion et qualité des eaux
Le territoire communal est couvert par le schéma d'aménagement et de gestion des eaux (SAGE) « Yser ». Ce document de planification concerne un territoire de 381 km2 de superficie, délimité par le bassin versant de l'Yser en France. Le périmètre a été arrêté le 8 novembre 2005 et le SAGE proprement dit a été approuvé le 30 novembre 2016. La structure porteuse de l'élaboration et de la mise en œuvre est l'Union syndicale d'aménagement hydraulique du Nord (USAN). 
La qualité des cours d'eau peut être consultée sur un site dédié géré par les agences de l'eau et l'Agence française pour la biodiversité. 

### Climat
Pour des articles plus généraux, voir Climat des Hauts-de-France et Climat du Nord.
En 2010, le climat de la commune est de type climat océanique altéré, selon une étude du CNRS s'appuyant sur une série de données couvrant la période 1971-2000. En 2020, Météo-France publie une typologie des climats de la France métropolitaine dans laquelle la commune est exposée à un climat océanique et est dans la région climatique  Côtes de la Manche orientale, caractérisée par un faible ensoleillement (1 550 h/an) ; forte humidité de l'air (plus de 20 h/jour avec humidité relative > 80 % en hiver), vents forts fréquents.
Pour la période 1971-2000, la température annuelle moyenne est de 10,5 °C, avec une amplitude thermique annuelle de 13,7 °C. Le cumul annuel moyen de précipitations est de 791 mm, avec 12,9 jours de précipitations en janvier et 8,2 jours en juillet. Pour la période 1991-2020, la température moyenne annuelle observée sur la station météorologique la plus proche, située sur la commune de Steenvoorde à 10 km à vol d'oiseau, est de 11,2 °C et le cumul annuel moyen de précipitations est de 727,8 mm,. Pour l'avenir, les paramètres climatiques de la commune estimés pour 2050 selon différents scénarios d'émission de gaz à effet de serre sont consultables sur un site dédié publié par Météo-France en novembre 2022.

## Urbanisme

### Typologie
Au 1er janvier 2024, Wemaers-Cappel est catégorisée commune rurale à habitat dispersé, selon la nouvelle grille communale de densité à sept niveaux définie par l'Insee en 2022.
Elle est située hors unité urbaine et hors attraction des villes,.

### Occupation des sols
L'occupation des sols de la commune, telle qu'elle ressort de la base de données européenne d'occupation biophysique des sols Corine Land Cover (CLC), est marquée par l'importance des territoires agricoles (100 % en 2018), une proportion identique à celle de 1990 (100 %). La répartition détaillée en 2018 est la suivante : 
terres arables (93,9 %), zones agricoles hétérogènes (6,1 %). L'évolution de l'occupation des sols de la commune et de ses infrastructures peut être observée sur les différentes représentations cartographiques du territoire : la carte de Cassini (XVIIIe siècle), la carte d'état-major (1820-1866) et les cartes ou photos aériennes de l'IGN pour la période actuelle (1950 à aujourd'hui).

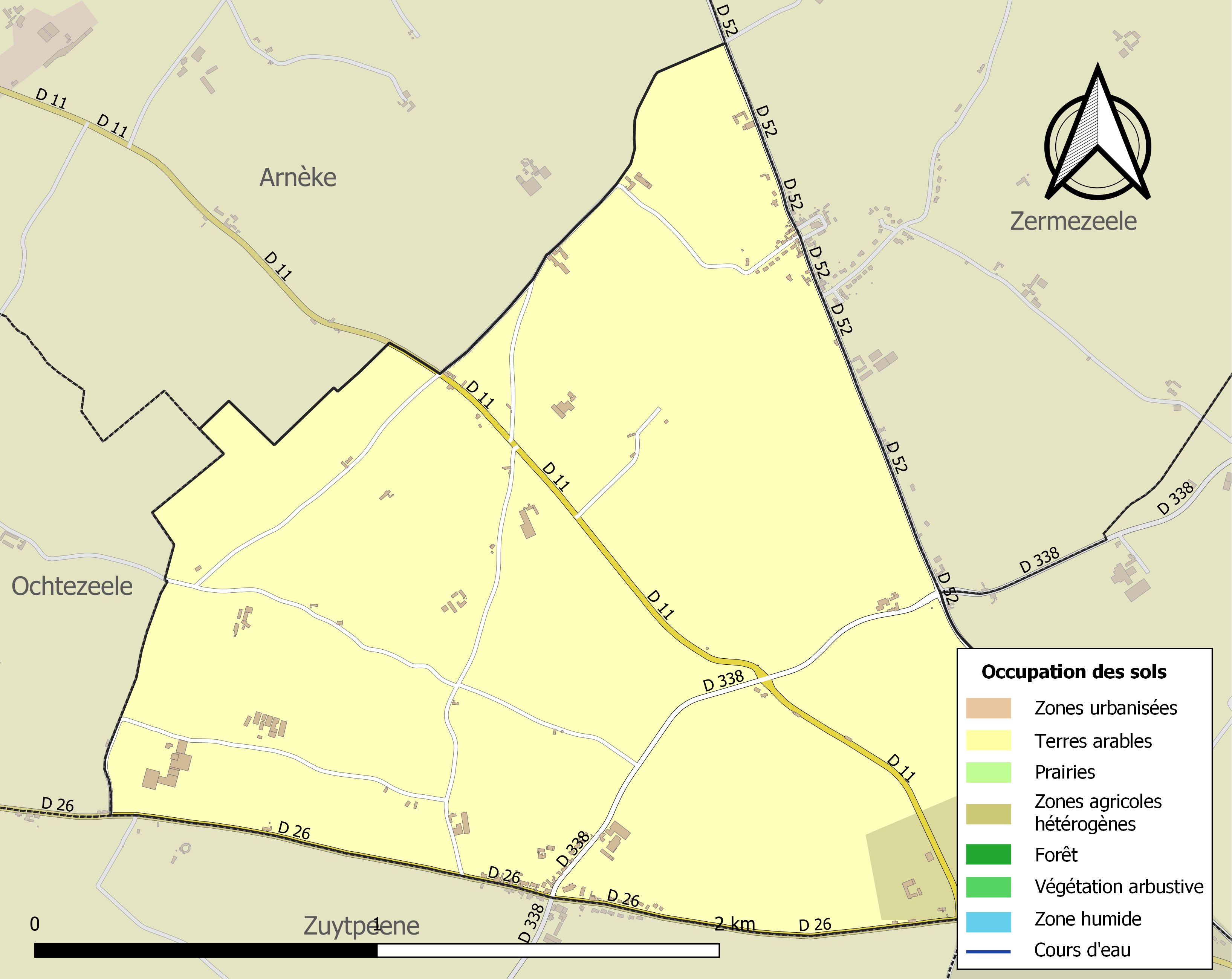
Carte des infrastructures et de l'occupation des sols de la commune en 2018 (CLC).

## Toponymie
Le nom de la localité est attesté sous la forme Wemardi-Capella en 1183, Wenemarcapella au début du XIVe siècle. Une forme flamande Blauw-Cappel est aussi attestée.
Wemaarskappel en flamand, devenu Wemaers-Cappel en français,
Le toponyme renvoie à un petit édifice religieux construit par un certain Winimar et dédié à saint Martin.

## Histoire
Wemaers-Cappel était située sur la voie romaine reliant Boulogne-sur-Mer à Cassel, via Le Wast, Alembon, Licques, Clerques, Tournehem-sur-la Hem, Watten, Wulverdinghe, Lederzelle, Wemaers-Cappel.
La légende assure que le seigneur du lieu aurait offert l'église paroissiale à condition que le village portât son nom.
Du point de vue religieux, la commune était située dans le diocèse de Thérouanne puis dans le diocèse d'Ypres, doyenné de Cassel.
Pendant la Première Guerre mondiale, des troupes passent par Wemaers-Cappel qui est située à l'arrière du front; ainsi par exemple, en mai 1917, la commune accueille des troupes d'infanterie venant du front de l'est.
En 2015, un agriculteur de Wemaers-Cappel a eu droit aux honneurs de la profession : une vache de la race rouge flamande de son élevage a été choisie pour être la tête d'affiche du salon international de l'agriculture.

### Héraldique
| Blason de Wemaers-Cappel | Blason  | Écartelé : aux 1 et 4, d'azur au dragon d'or, armé et lampassé de gueules ; aux 2 et 3, d'argent à trois chevrons de gueules. |
| Blason de Wemaers-Cappel | Détails | |

## Politique et administration
Maire de 1802 à 1807 : André Bailleux,.
| Période                                  | Période      | Identité                                                | Étiquette | Qualité                                |
| ---------------------------------------- | ------------ | ------------------------------------------------------- | --------- | -------------------------------------- |
|                                          | 1854         | F. Looten                                               |           |                                        |
| avant 1861                               | 29 mars 1869 | François Looten                                         |           | Cultivateur, décédé en cours de mandat |
| 1869                                     | 1871         | François Leurs                                          |           |                                        |
| 1871                                     | 1879         | Émile Looten                                            |           |                                        |
| 1879                                     | 1884         | Henri Looten                                            |           |                                        |
| 1884                                     | 1892         | Louis Devloo                                            |           |                                        |
| 1892                                     | 1906         | Albert Gokelaere                                        |           |                                        |
| 1906                                     | 1925         | Abdon Hidden                                            |           |                                        |
| 1925                                     | 1939         | René Vaesken                                            |           |                                        |
| 1951                                     | 1959         | L. Caloone                                              |           |                                        |
| 1959                                     | 1971         | Gaston Barrois                                          |           |                                        |
| 1971                                     | 1971         | G. Decouvelaere                                         |           |                                        |
| 1971                                     | 1977         | Gaston Barrois                                          |           |                                        |
| 1977                                     | 2001         | Jean Barrois                                            |           |                                        |
| mars 2001                                | En cours     | Laurence Barrois-Goblet Réélue pour le mandat 2020-2026 |           |                                        |
| Les données manquantes sont à compléter. |              |                                                         |           |                                        |

## Population et société

### Démographie

#### Évolution démographique
L'évolution du nombre d'habitants est connue à travers les recensements de la population effectués dans la commune depuis 1793. Pour les communes de moins de 10 000 habitants, une enquête de recensement portant sur toute la population est réalisée tous les cinq ans, les populations de référence des années intermédiaires étant quant à elles estimées par interpolation ou extrapolation. Pour la commune, le premier recensement exhaustif entrant dans le cadre du nouveau dispositif a été réalisé en 2006.

En 2022, la commune comptait 229 habitants, en évolution de −9,13 % par rapport à 2016 (Nord : +0,51 %, France hors Mayotte : +2,11 %).
| 1793 | 1800 | 1806 | 1821 | 1831 | 1836 | 1841 | 1846 | 1851 |
| ---- | ---- | ---- | ---- | ---- | ---- | ---- | ---- | ---- |
| 425  | 442  | 474  | 533  | 557  | 545  | 510  | 504  | 505  |

| 1856 | 1861 | 1866 | 1872 | 1876 | 1881 | 1886 | 1891 | 1896 |
| ---- | ---- | ---- | ---- | ---- | ---- | ---- | ---- | ---- |
| 467  | 476  | 492  | 461  | 472  | 453  | 424  | 407  | 401  |

| 1901 | 1906 | 1911 | 1921 | 1926 | 1931 | 1936 | 1946 | 1954 |
| ---- | ---- | ---- | ---- | ---- | ---- | ---- | ---- | ---- |
| 366  | 368  | 348  | 314  | 304  | 299  | 297  | 298  | 281  |

| 1962 | 1968 | 1975 | 1982 | 1990 | 1999 | 2006 | 2011 | 2016 |
| ---- | ---- | ---- | ---- | ---- | ---- | ---- | ---- | ---- |
| 254  | 255  | 198  | 198  | 186  | 230  | 251  | 247  | 252  |

| 2021 | 2022 | - | - | - | - | - | - | - |
| ---- | ---- | - | - | - | - | - | - | - |
| 237  | 229  | - | - | - | - | - | - | - |

#### Pyramide des âges
La population de la commune est relativement jeune.
En 2018, le taux de personnes d'un âge inférieur à 30 ans s'élève à 42,1 %, soit au-dessus de la moyenne départementale (39,5 %). À l'inverse, le taux de personnes d'âge supérieur à 60 ans est de 15,9 % la même année, alors qu'il est de 22,5 % au niveau départemental.
En 2018, la commune comptait 125 hommes pour 124 femmes, soit un taux de 50,2 % d'hommes, légèrement supérieur au taux départemental (48,23 %).
Les pyramides des âges de la commune et du département s'établissent comme suit.
| Hommes | Classe d’âge | Femmes |
| ------ | ------------ | ------ |
| 1,6    | 90 ou +      | 1,6    |
| 5,5    | 75-89 ans    | 3,2    |
| 9,4    | 60-74 ans    | 10,4   |
| 21,3   | 45-59 ans    | 13,6   |
| 23,6   | 30-44 ans    | 25,6   |
| 15,7   | 15-29 ans    | 13,6   |
| 22,8   | 0-14 ans     | 32,0   |

| Hommes | Classe d’âge | Femmes |
| ------ | ------------ | ------ |
| 0,5    | 90 ou +      | 1,4    |
| 5,3    | 75-89 ans    | 8,1    |
| 14,8   | 60-74 ans    | 16,2   |
| 19,1   | 45-59 ans    | 18,4   |
| 19,5   | 30-44 ans    | 18,7   |
| 20,7   | 15-29 ans    | 19,1   |
| 20,2   | 0-14 ans     | 18     |

## Lieux et monuments
- L'église Saint-Martin de Wemaers-Cappel, inscrite monument historique, inscription par arrêté du 28 avril 1947[41].

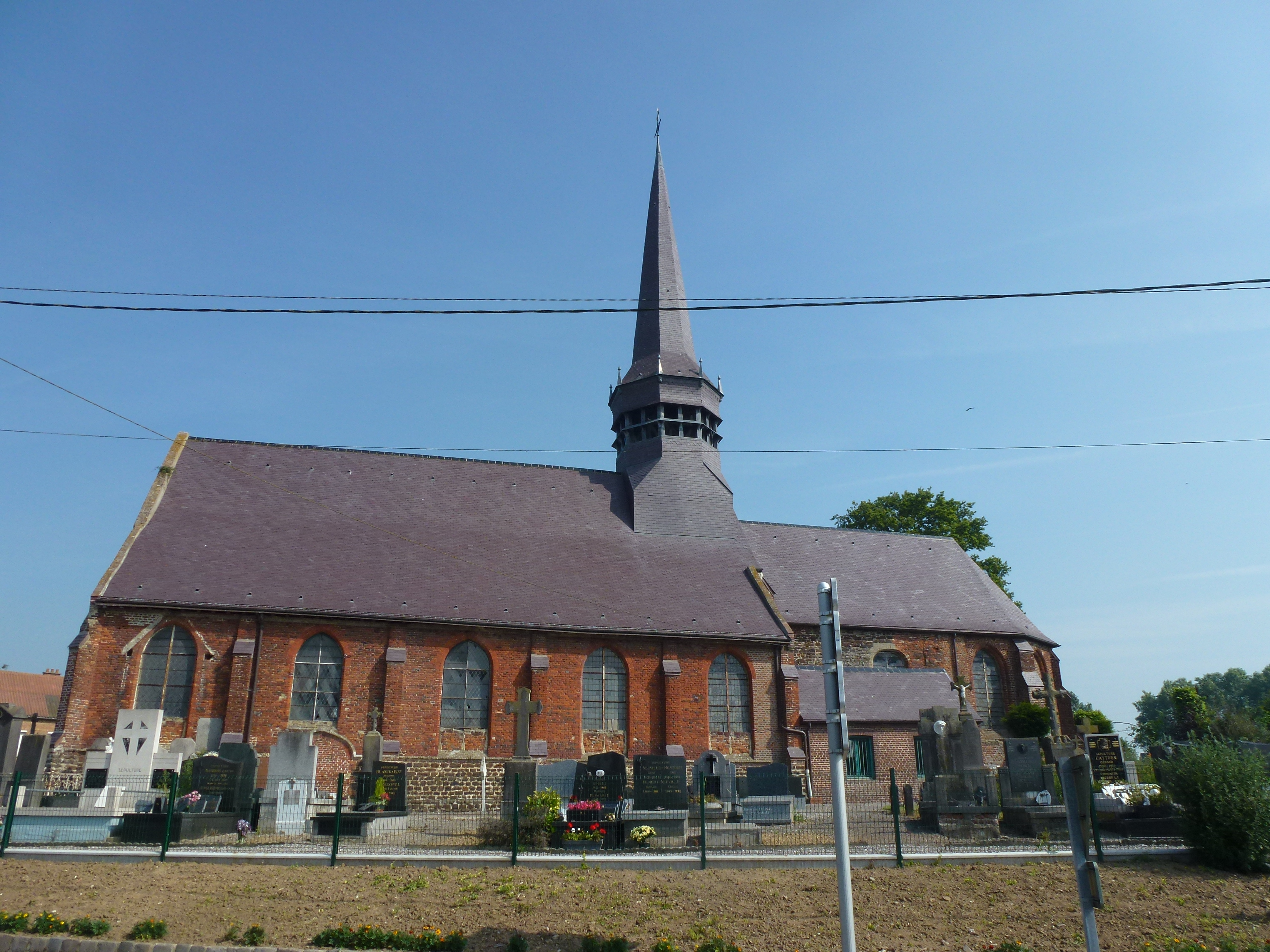
L'église Saint-Martin.
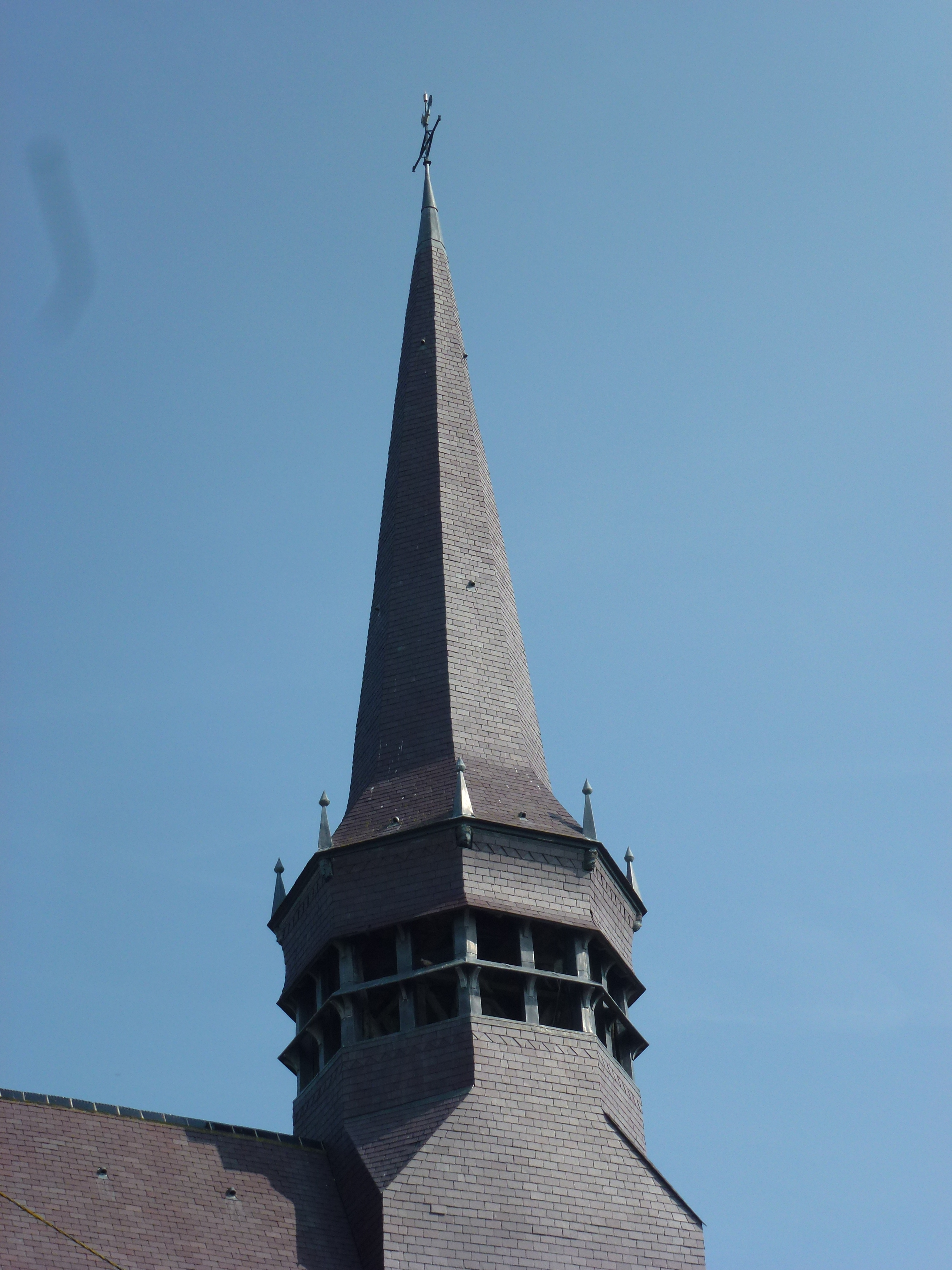
Clocher de l'église.

## Pour approfondir